# Igor Polouchine
Igor Polouchine, né le 28 octobre 1969 à Issy-les-Moulineaux, est un auteur et illustrateur français de jeux de société. Il est également directeur artistique et rédacteur en chef dans une agence de publicité.

## Biographie
Igor Polouchine travaille d'abord dans une agence de publicité en tant que directeur de création pendant plus de 10 ans. En parallèle, il crée des jeux de société, en écrit des scénarios de séries animées, de BD, des jeux de rôle ou compose de la musique pour des courts-métrages.
En 1996, l'éditeur français Halloween Concept édite son jeu de rôle sur table de science-fiction Shaan, suivi de plusieurs suppléments et d'adaptations en romans et en bande dessinée. Il participe à cette dernière en tant que scénariste,.
En 2000, il crée Crôa!, petit jeu de société également édité par Halloween Concept et qui est vendu à plus de 60 000 exemplaires[réf. nécessaire].
Engagé chez l'éditeur de jeux Darwin Project en 2002, Igor Polouchine travaille dès lors comme créateur de jeux de société. Il crée les jeux de société (Aloha, Splotch!, Thorgal) ainsi que des jeux d’entreprises et il conçoit les chartes graphiques de tous les magazines de cet éditeur (Lotus Noir, Maniak, Backstab, Code Arcanum, Duelmasters, Picto, Fantasy RPG). Il dessine également le nouvel habillage de la gamme des « P’tit Jeux » pour l'éditeur de jeux Asmodée et une nouvelle maquette pour le jeu de rôle Warhammer qui est utilisée par les autres pays européens au lieu de l’américaine et est reprise par la Bibliothèque Interdite dans son édition suivante. Il est aussi à l’origine de la charte graphique des romans Warhammer de la Bibliothèque interdite.
En janvier 2006, Igor Polouchine rejoint la société Play Factory en tant que rédacteur en chef des magazines Maniak et Dragon Blanc. Il prend en charge en parallèle la conception des sites Internet du groupe ainsi que le développement et la production de jeux de société. Il conçoit les chartes graphiques des magazines Dragon rouge, Dragon Blanc, Codex interdit et Chasseur de Monstres.
Depuis septembre 2010, Igor Polouchine travaille au sein de l'entreprise française de jeux Origames, dont il est sociétaire. Il est directeur artistique et maquettiste des magazines Lotus noir, OTK expert et Otéka. En tant que concepteur d'habillage graphique pour divers éditeurs de jeu, dont Iello, les éditions Rosebud et Euphoria Games, il assure la direction artistique des gammes de jeux de société et dirige un pôle d'une quinzaine d'illustrateurs. Il s'occupe également de la conception des sites Internet des magazines et a conçu avec Julien Bes le site du jeu Titanium Wars. Pour Iello, il a conçu les lignes graphiques des jeux King of Tokyo, Uchronia, Biblios, Ghooost, Innovation, Wizz Bing Bang, Sang rancune, Konito, Joomba, Mystères, Le roi des nains, Crôa (Origames), Titanium Wars (Euphoria éditions), Puzzle Battle (Editions Rosebud). Crôa a été réédité par Origames.
Courant 2014, Igor Polouchine supervise la deuxième édition du jeu de rôle Shaan, édité par Origames en novembre après une levée de fonds sur Internet par l'intermédiaire du site Internet créé pour le projet. La gamme du jeu s'étoffe à l'aide de plusieurs autres financements au cours des années suivantes.

## Ludographie
- Shaan, 1997, Halloween Concept
- Crôa!, 1999, Darwin Project, 2007, Play Factory
- Aloha, 2004, Darwin Project
- Splotch!, 2004, Darwin Project
- Shaan Renaissance, 2014, Origames
- avec David Perez : Little Big Fish, 2017, The Flying Games
- Pandaï, 2019, Origames

## Livres
- Comme scénariste, avec le dessinateur Christophe Swal : Darken, bande dessinée, éditions vents d'ouest, 2002. Bande dessinée dans l'univers du jeu Shaan[4].
- Apprends à dessiner les créatures fantastiques, tomes 1 et 2, Hachette Jeunesse, 2005.

## Illustrations
- Dobble
- Joomba
- Konito
- Konito musique
- Le truc le plus
- Pina pirata
- Shaan Renaissance